# DFS Classic 1983
Il DFS Classic 1983  è stato un torneo di tennis giocato sull'erba. È stata la 2ª edizione del DFS Classic, che fa parte del Virginia Slims World Championship Series 1983. Si è giocato al Edgbaston Priory Club a Birmingham in Inghilterra, dal 6 al 12 giugno 1983.

## Campionesse

### Singolare
Billie Jean King ha battuto in finale  Alycia Moulton con il punteggio di 6–0, 7–5

### Doppio
Billie Jean King /  Sharon Walsh hanno battuto in finale  Beverly Mould /  Elizabeth Smylie con il punteggio di 6–2, 6–4